# Вальс фа мажор (Лев Толстой)
Вальс фа мажор — музыкальное произведение, традиционно связываемое с именем Л. Н. Толстого.

## История создания и проблема авторства
Точное время создания произведения до сих пор не установлено, однако сын Толстого Сергей Львович предполагал, что вальс появился не позднее 1849 года. Эта гипотеза выглядит вполне правдоподобной, так как именно во второй половине 1840-х годов интерес будущего писателя к музыке был наиболее силён, и она, как пишет личный секретарь и биограф писателя Н. Н. Гусев, была «не только одним из любимейших занятий, но и важным элементом в его жизни».
Ещё более расплывчаты и противоречивы сведения об авторе данного произведения. По свидетельству С. Л. Толстого, вальс был сочинён писателем не самостоятельно, а при участии музыканта, чьё имя осталось неизвестным. Архивные материалы и свидетельства других современников позволяют существенно уточнить эту информацию. В частности, дневник Д. П. Маковицкого содержит следующее высказывание Л. Н. Толстого, относящееся к 10 февраля 1906 года: «Вальс сомнительный. Мы его сочинили с Зыбиным, который играл на виолончели». Толстой сделал это уточнение, так как был знаком с двумя мужчинами, которые носили такую фамилию и приходились ему дальними родственниками (через Волконских): Кириллом Афанасьевичем (? — ?), сослуживцем писателя по Дунайской армии, и его братом Ипполитом Афанасьевичем (ум. в 1893 или 1895). И тот, и другой зарекомендовали себя как музыканты-любители, однако виолончелистом был только Ипполит. Таким образом, в соответствии со свидетельством, приведённым у Маковицкого, одним из авторов вальса фа мажор следует считать Ипполита Афанасьевича Зыбина.
Данная точка зрения находит подтверждение далеко не во всех источниках. В частности, её опровергают слова из записной книжки Толстого, относящейся к 1909 году: «Вальс, считающийся мои[м], не мой. Я давно солгал, выдав Зыбинский вальс за свой, и потом уже без стыда не мог признаться». Однако далеко не все исследователи склонны доверять этому свидетельству. В частности, Н. Н. Гусев был уверен, что Толстой оговорил себя «в порыве самобичевания». «Надо думать, <…> что какая-то доля участия в написании этого вальса Толстому принадлежала, — писал тот же автор, ссылаясь на мнение А. Б. Гольденвейзера. — Участие это могло выразиться в том, что он насвистал мелодию, или взял несколько аккордов к ней, или что-нибудь в этом роде».
Сторонники ещё одной точки зрения убеждены, что участие Толстого в создании вальса следует считать неоспоримым, однако соавтором писателя был не Ипполит, а Кирилл Зыбин. Это предположение связано с тем, что именно Кирилл обладал композиторскими способностями. Таким образом, имеющаяся на сегодняшний день научная литература допускает сразу несколько вариантов ответа на вопрос об авторе вальса фа мажор.
Долгое время хранившееся в памяти писателя, это произведение было впервые занесено на бумагу 10 февраля 1906 года, когда гостивший в Ясной Поляне С. И. Танеев «попросил Л. Н. сыграть свою композицию». Толстой согласился, и вальс был записан, причём не только Танеевым, но и А. Б. Гольденвейзером. Показательно, что ни сам Толстой, ни его супруга, очень подробно перечислявшая занятия домочадцев и гостей, не зафиксировали это событие в своих дневниках.
В 1912 году ноты вальса были опубликованы в «Толстовском ежегоднике» (в записи Танеева) и, таким образом, стали доступны для исследователей и исполнителей. Среди последних следует назвать А. Б. Гольденвейзера и В. Л. Авербах.

## Отражение в культуре
Вальс фа мажор приобрёл известность после выхода на экраны фильма «Отец Сергий», где прозвучал сразу в нескольких эпизодах как в оригинальной версии, так и в инструментовке А. Г. Шнитке. Согласно имеющейся в титрах информации, музыку исполнил оркестр под управлением М. Ф. Эрмлера. Впоследствии вальс был использован в музыкальном оформлении фильма-спектакля «И свет во тьме светит» (наряду с фрагментами произведений Д. Россини, Л. ван Бетховена, Ф. Шопена и А. Шнитке).
В 2015 году российским аранжировщиком, ныне живущим в Израиле Вячеславом Школиным была сделана инструментовка вальса фа мажор для сайта проекта Год Литературы, запущенного при поддержке правительства РФ. Для придания более отчётливой формы аранжировке Вячеславом Школиным были дописаны вступление и окончание к оригинальному произведению.
В 2019 году румынский композитор и музыкант Шербан Никифор (род. в 1954) создал фортепианные «Вариации на тему вальса Льва Толстого», посвятив их российскому музыковеду и педагогу А. С. Соколову.

## Избранная нотография
- Запись С. Танеева // Толстовский ежегодник: 1912 г.. — М.: Тип. тов. И. Д. Сытина, 1912. — С. 301. — 306 с.
- Запись А. Гольденвейзера // Л. Н. Толстой в портретах, иллюстрациях, документах. — М.: Учпедгиз, 1956. — С. 224. — 319 с.
- Запись А. Гольденвейзера // У Толстого. 1904–1910: «Яснополянские записки» Д.П. Маковицкого. — М.: Наука, 1979. — Т. 90, кн. 2: 1906—1907. — С. 39. — 687 с. — (Литературное наследство). — 15 000 экз.
- Переложение Н. Самуся // На досуге: Репертуарная тетрадь гитариста (семиструнная гитара). — М.: Музыка, 1985. — Т. 3. — С. 8. — 32 с. — (Художественной самодеятельности). — 8000 экз.
- Переложение В. Дубовицкого // Репертуар гитариста: Шестиструнная гитара. — М.: Сов. композитор, 1987. — Т. 36. — С. 28—29. — 34 с. — 9200 экз.